# 克龙巴赫 (巴伐利亚州)
克龙巴赫是德国巴伐利亚州的一个市镇。总面积10.65平方公里，总人口2132人，其中男性1066人，女性1066人（2011年12月31日），人口密度200人/平方公里。